# Левина-Розенгольц, Ева Павловна
Ева Павловна Левина-Розенгольц (29 мая [10 июня] 1898, Витебск — 18 августа 1975, Москва) — русская и советская художница и график.

## Биография
Родилась 29 мая (10 июня) 1898 года в семье купца Павла (Файвеля) Нохимовича Розенгольца и Цивьи Абрамовны Фрумсон. Сестра А. П. Розенгольца, наркома Внешней торговли СССР.
В 1914 окончила Алексеевскую гимназию в Витебске. Во время первой мировой войны — сестра милосердия в военно-полевом госпитале. В 1917 получила диплом зубного врача в Томском университете.
В 1917—1918 жила в Москве, брала уроки рисования и скульптуры у С. Д. Эрьзи.
В 1919 возвратилась в Витебск. В 1920 вернулась в Москву. Продолжила художественное образование в студии А. С. Голубкиной, в том же году поступила во ВХУТЕМАС — в мастерскую Р. Р. Фалька, который окончила в 1925 со званием художника и правом заграничной поездки. В 1923—1931 годах была замужем за писателем Борисом Левиным.
Экспонировала свои работы на выставке общества «Московские живописцы» и Первой Всебелорусской художественной выставке в Минске.
В 1926 совершила поездку во Францию и Англию. В 1927—1928 участвовала в выставках общества «Рост» и «Объединения художников-общественников» в Москве.
В 1929 поступила на высшие педагогические курсы при ВХУТЕИНе. С 1932 работала художницей по росписи тканей на Дорогомиловской фабрике, с 1934 — старшим консультантом по оформлению тканей при Наркомлегпроме.
В начале Великой Отечественной войны — в эвакуации в Чистополе. В 1942 возвратилась в Москву.
В августе 1949 была арестована и Особым Совещанием при МГБ СССР осуждена на 10 лет ссылки, которую отбывала в Красноярском крае.
В 1949—1954 работала на лесоповале, маляром, делала надписи на баржах, санитаркой, медсестрой. В 1954—1956 работала в Караганде художницей-декоратором Казахского драматического театра. В 1956 была реабилитирована и возвратилась в Москву.
Умерла 18 августа 1975 года.

## Семья
- Брат — Герман Павлович Розенгольц (1895—1959), профессор и заведующий кафедрой микробиологии Молотовского медицинского института, директор института микробиологии и эпидемиологии в Молотове.
- Муж — Борис Михайлович Левин, писатель. 
  - Дочь — Елена Борисовна Левина (род. 1929)[2], геолог, географ, искусствовед.
- Двоюродная сестра — поэтесса Елена Михайловна Ширман.
- Дядя (со стороны матери) — Нохим Абрамович Фрумсон (1873—1949) — был оперным певцом (лирико-драматический тенор), солистом Мариинского театра, известным по сценическому псевдониму «Николай Ростовский»; другой дядя — Арон Абрамович Фрумсон (Югов, 1886—1954), социал-демократ.

## Творчество
С середины 1930-х гг. работала в технике пастели. В 1956—1974 занималась исключительно станковой графикой, предпочитая тушевые рисунки кистью или пером, а также пастель. Автор циклов картин:
- «Деревья»,
- «Болота»,
- «Люди» («Рембрандтовская серия»),
- «Небо»,
- «Портреты»,
- «Фрески»,
- «Пластические композиции», которые составляют, наряду с серией пастелей «Замоскворечье» 1930-х, основную часть её творческого наследия.

В 1937 участвовала в оформлении Советского павильона на Всемирной выставке в Париже.
Наибольшей коллекцией рисунков Левиной-Розенгольц обладает сейчас Государственный музей изобразительных искусств имени А. С. Пушкина. Творчество художницы представлено также в коллекции Государственной Третьяковской галереи, во многих российских и зарубежных частных собраниях.